# 安芬羊鯻
安芬羊鯻為輻鰭魚綱鱸形目鱸亞目鯻科的其中一種，分布於大洋洲巴布亞紐幾內亞Fly、Morehead和Bensbach河流域，背鰭硬棘13枚；背鰭軟條9-10枚；臀鰭硬棘3枚；臀鰭軟條8-9枚，體長可達15公分，成魚棲息在沼澤、潟湖底層水域、死水區，繁殖期時，成魚會守護魚卵，生活習性不明。

## 擴展閱讀
維基物種上的相關：安芬羊鯻